# Bundesautobahn 860
Die Bundesautobahn 860 (Abkürzung: BAB 860) – Kurzform: Autobahn 860 (Abkürzung: A 860) –, auch als Stadtautobahn Freiburg bezeichnet, soll nach der Fertigstellung des Freiburger Stadttunnels ein zur Autobahn hochgestuftes Teilstück der Bundesstraße 31 sein. Die Autobahn soll am Autobahnkreuz Freiburg-Mitte beginnen und über die heute schon größtenteils autobahnähnlich ausgebaute B 31 bis nach Kirchzarten führen, wo sie dann wieder in die B 31 übergehen soll. Das Vorhaben ist im Bundesverkehrswegeplan 2030 als vordringlicher Bedarf ausgewiesen.

## Planung
Um einen Vollanschluss zwischen dem bestehenden Schützenalleetunnel und dem künftigen Stadttunnel im Stadtteil Wiehre in Höhe der Brauerei Ganter zu ermöglichen, hätte die Stadt Freiburg bei einer als Bundesstraße klassifizierten Straße die gesamten Kosten für den Stadttunnel in Höhe von mindestens 300 Millionen Euro tragen müssen. Aus finanziellen Gründen entschied man sich daher zur Hochstufung der B 31 zur Bundesautobahn 860, da für Autobahnen der Bund die Kosten trägt. Die jetzt schon autobahnähnlich ausgebauten Teilstrecken der B 31 und B 31a sollen zeitgleich mit Fertigstellung des Stadttunnels, im günstigsten Fall circa 2030, zur Autobahn hochgestuft werden. Ein weiteres Projekt im BVWP 2030 in diesem Zusammenhang ist der vierspurige Ausbau zwischen den Anschlussstellen Kirchzarten und Buchenbach. Die Brücken über die heutige B 31 sind bereits entsprechend breit ausgelegt.

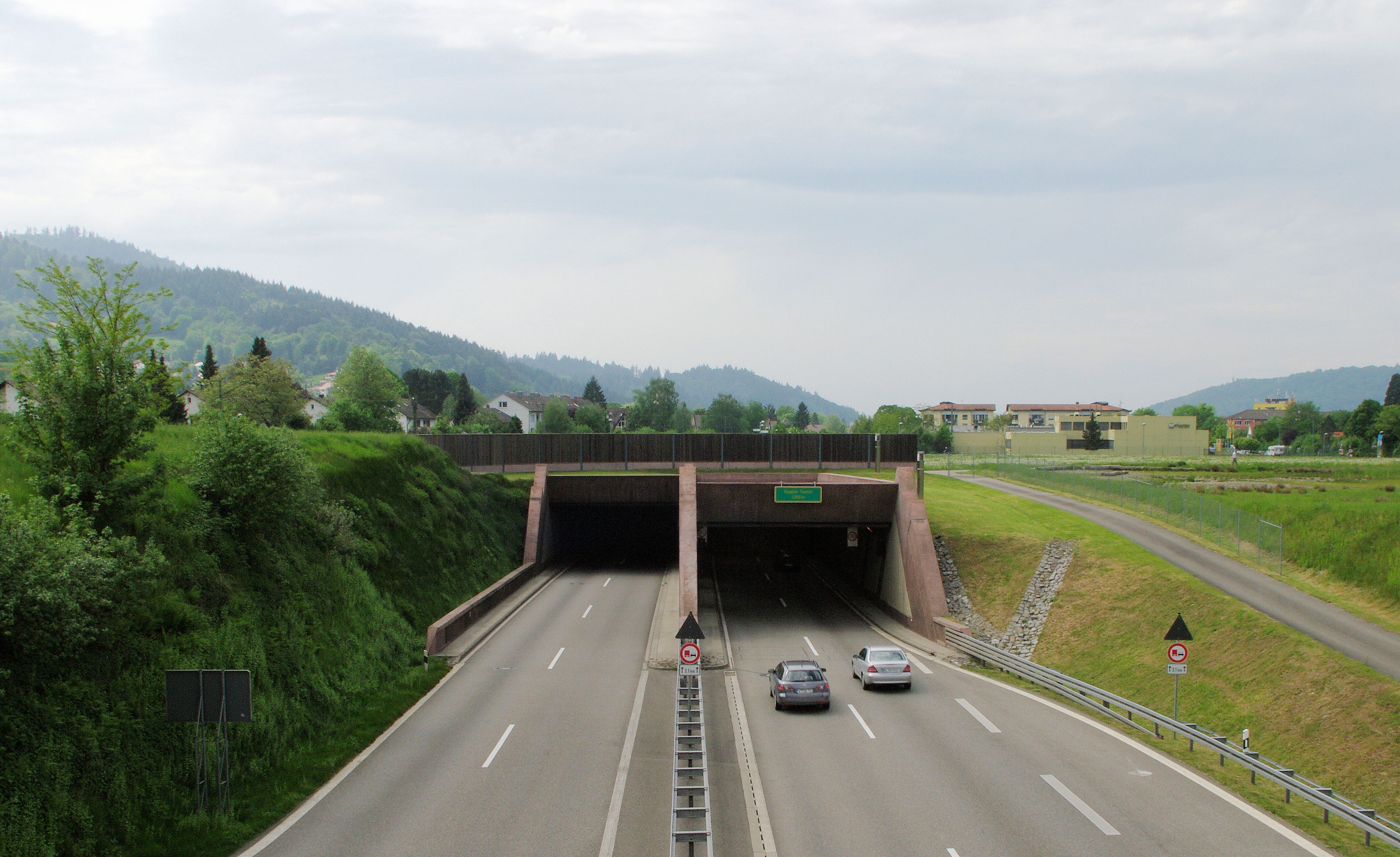
Zukünftige A 860 in Höhe Kappler Tunnel
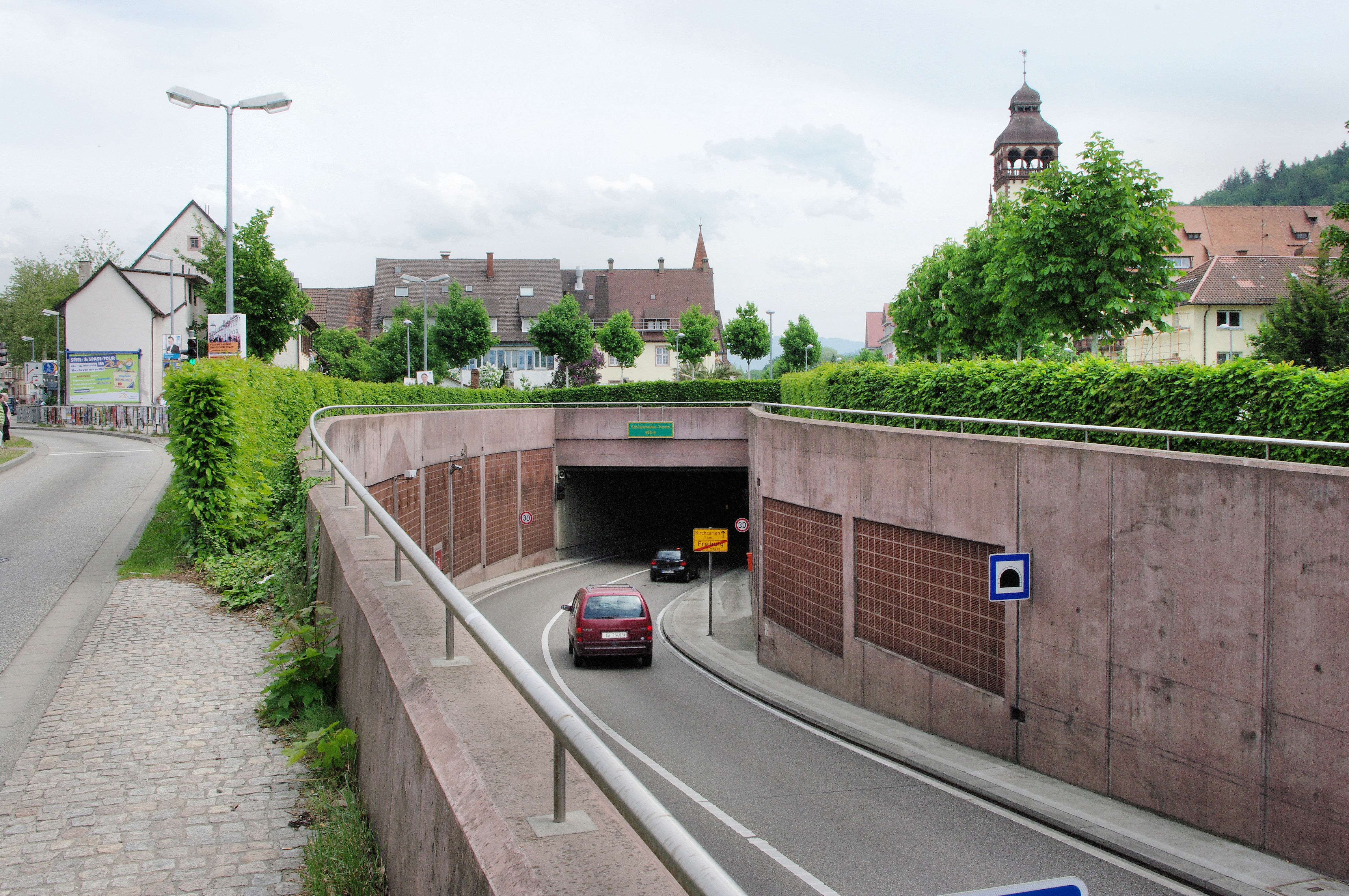
Westliche Einfahrt Schützenalleetunnel, hier ist ein Vollanschluss vorgesehen
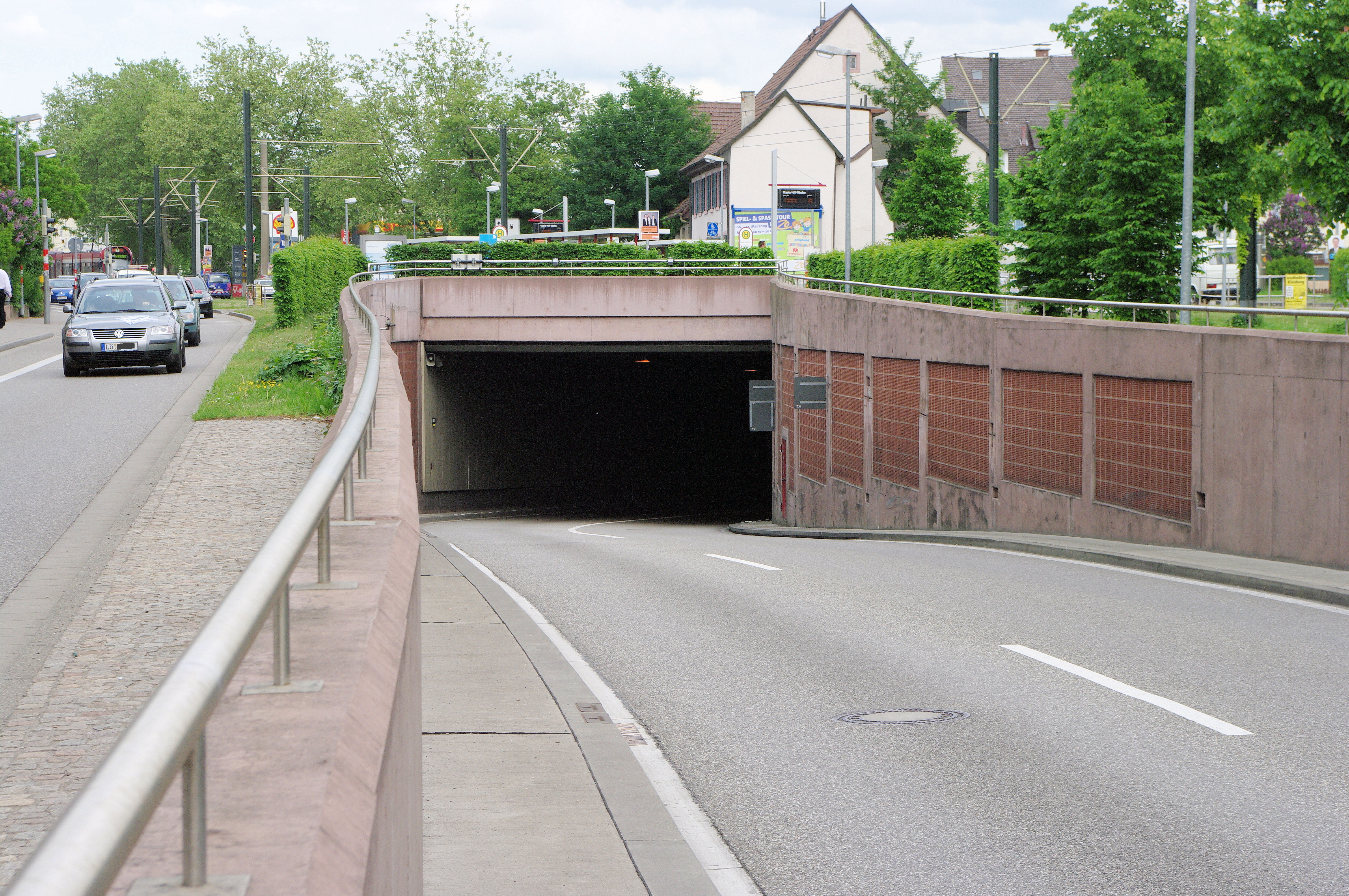
Westliche Ausfahrt Schützenalleetunnel
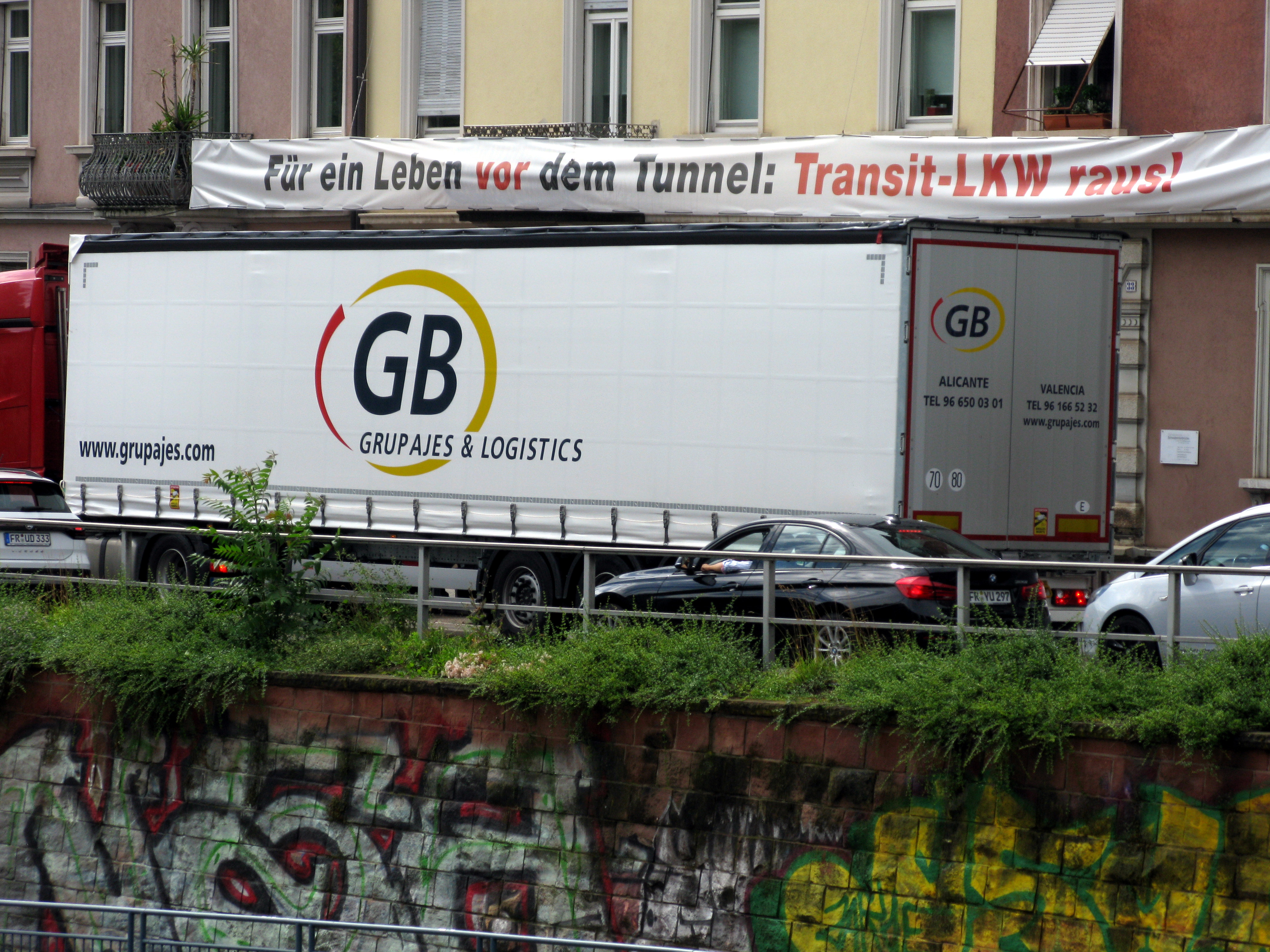
Protest-Banner an der Dreisamstraße: Ein Leben vor dem Tunnel: Transit-LKW raus!